# Per Collinder
Per Collinder (22 maggio 1890 – 6 dicembre 1975) è stato un astronomo svedese.
È conosciuto principalmente per aver compilato, nel 1939, il Catalogo Collinder, che elenca oltre 450 ammassi aperti presenti nella Via Lattea, gran parte di quelli scoperti finora. Ha pubblicato due libri, History of navigation e Worlds in orbit.
| Controllo di autorità | VIAF (EN) 91302181 · ISNI (EN) 0000 0000 7910 729X · LCCN (EN) no2008185386 · J9U (EN, HE) 987012124750005171 |